# Lara Wolters
Lara Ianthe Wolters (Amsterdam, 12 april 1986) is een Nederlands politica namens de PvdA. Sinds 4 juli 2019 is ze lid van het Europees Parlement.

## Jeugd en opleiding
Wolters werd in 1986 geboren in Amsterdam waar ze met haar ouders in de Rivierenbuurt woonde. Toen ze vijf was, verhuisde het gezin Wolters naar het Brussels Hoofdstedelijk Gewest. Ze doorliep de middelbare school in Elsene en studeerde Europese sociale en politieke studies en rechten aan het University College London. Wolters studeerde via het Erasmus-programma een jaar aan de Universiteit van Straatsburg, waar ze ook stage liep bij het Europees Parlement. Vervolgens studeerde ze een jaar zang en uitvoering aan VocalTech in London en een jaar internationale relaties en diplomatie aan het Europacollege in Brugge.

## Loopbaan
Wolters was werkzaam bij een consultancybureau en een advocatenkantoor voor ze in 2016 beleidsmedewerker werd bij de PvdA-delegatie in het Europees Parlement alsmede vanaf 2018 van de Progressieve Alliantie van Socialisten en Democraten. Bij de Europees Parlementsverkiezingen 2019 stond Wolters op een zevende plaats, net onvoldoende om direct verkozen te worden. Omdat Frans Timmermans echter afzag van zijn zetel omdat hij in de Europese Commissie bleef, werd Wolters op 4 juli geïnstalleerd als lid van het Europees Parlement. Hier is ze lid van de commissies Juridische zaken en Begrotingscontrole en vice-voorzitter van de commissie Juridische zaken.
In deze hoedanigheid was ze de rapporteur voor de Corporate Sustainability Due Diligence Directive, nadat ze eerder een resolutie van het parlement had geleid die opriep tot wetgeving.  Ze was ook mederapporteur voor een richtlijn uit 2022 over het verbeteren van de genderbalans in de raden van beursgenoteerde bedrijven.
Naast haar commissiewerkzaamheden maakt Wolters deel uit van de delegatie van het Parlement voor betrekkingen met China. Ze is ook lid van de anti-corruptie Intergroep van het Europees Parlement, de Intergroep van het Europees Parlement inzake antiracisme en diversiteit, en de Werkgroep Responsible Business Conduct.

## Persoonlijk
Wolters is getrouwd met een Griekse man en heeft twee kinderen geboren in 2021 en 2023. Sinds 2021 leidt zij een campagne voor zwangerschapsverlof voor leden van het Europees Parlement.
Malik Azmani (VVD) · 
Jeannette Baljeu (VVD) · 
Tom Berendsen (CDA) ·
Brigitte van den Berg (D66) ·
Rachel Blom (PVV) · 
Anouk van Brug (VVD) · 
Mohammed Chahim (PvdA) · 
Ton Diepeveen (PVV) · 
Marieke Ehlers (PVV) · 
Bas Eickhout (GL) ·
Raquel García Hermida-van der Walle (D66) ·
Gerben-Jan Gerbrandy (D66) ·
Dirk Gotink (NSC) ·
Bart Groothuis (VVD) ·  
Anja Hazekamp (PvdD) · 
Sebastian Kruis (PVV) · 
Ingeborg ter Laak (CDA) ·
Reinier van Lanschot (Volt) ·
Jessika van Leeuwen (BBB) · 
Jeroen Lenaers (CDA) ·
Marit Maij (PvdA) · 
Thijs Reuten (PvdA) · 
Bert-Jan Ruissen (SGP) · 
Sander Smit (BBB) · 
Kim van Sparrentak (GL) ·
Sebastiaan Stöteler (PVV) · 
Tineke Strik (GL) ·
Anna Strolenberg (Volt) ·
Catarina Vieira (GL) ·
Lara Wolters (PvdA) · 
Auke Zijlstra (PVV)
de delegatieleiders staan vet weergegeven
- Parlement.com: vkzx9fie7cp1